# Stefen Romero
Stefen Daniel Romero (né le 17 octobre 1988 à Tucson, Arizona, États-Unis) est un voltigeur des Mariners de Seattle de la Ligue majeure de baseball.

## Carrière
Joueur des Beavers de l'Université d'État de l'Oregon, Stefen Romero est repêché en 12e ronde par les Mariners de Seattle en 2010. 
En 2012, il est nommé joueur de ligues mineures de l'année dans l'organisation des Mariners après une belle saison à l'attaque en Double-A chez les Generals de Jackson de la Ligue Southern. Cette année-là, le joueur de 23 ans, qui avait débuté l'année au niveau A+ chez les High Desert Mavericks de la Ligue de Californie, frappe pour ,352 de moyenne au bâton avec 106 points produits, 85 points marqués et 64 coups sûrs de plus d'un but,.
Dans les ligues mineures, Romero est surtout joueur de deuxième but. Mais c'est comme joueur de champ extérieur qu'il fait ses débuts dans le baseball majeur avec les Mariners de Seattle. Il joue son premier match le 1er avril 2014. Il réussit son premier coup sûr au plus haut niveau le lendemain, 2 avril, aux dépens du lanceur Hector Santiago des Angels de Los Angeles.